# Xylococcus quercicola
Xylococcus quercicola är en insektsart som beskrevs av Danzig 1980. Xylococcus quercicola ingår i släktet Xylococcus och familjen pärlsköldlöss. Inga underarter finns listade i Catalogue of Life.